# صنایع پارادایز
صنایع پارادایز (انگلیسی: Paradise Aircraft) شرکت هوافضای برزیلی است، که در سال ۲۰۰۱ تأسیس شد.